# Вулиця Садовського
Вулиця Садовського — невелика вулиця в місцевості Кайзервальд у Личаківському районі Львова, сполучає вулиці Лисенка та Солодову.

## Історія та забудова
Вулиця утворена на початку XX століття й 1901 року названа на честь святого Юзефа. Від 1946 року, сучасна назва — вулиця Садовського, на честь видатного українського актора та режисера Миколи Садовського (Тобілевича).
Вулицю Миколи Садовського забудовано у стилі віденського класицизму кінця XIX століття.
№ 4 — триповерховий житловий будинок кінця XIX століття. Тут до 1945 року мешкав професор Львівської академії ветеринарної медицини, доктор гоноріс кауза Вроцлавського аграрного університету Антоній Бант (1891—1981). Від 2000 року у напівпідвальному приміщенні будинку міститься крамниця мережі «Пізнай світ», що об'єднує в собі салон-оптики та спеціалізований центр слуху.